# Sport Club Lucano 1934-1935
Questa voce raccoglie le informazioni riguardanti lo Sport Club Lucano nelle competizioni ufficiali della stagione 1934-1935.

## Organigramma Societario
Di seguito sono riportati i membri dello staff dello Sport Club Lucano nella stagione 1934-1935
Area direttiva
- Presidente: Filippo Rautiis

Area tecnica
- Allenatore: Giay, poi Luigi Perilli (dalla 10ª giornata), poi Jenö Dietrich (dalla 13ª giornata)
- Direttore tecnico: Alfredo Viviani

## Rosa
Di seguito è riportata la rosa dello Sport Club Lucano nella stagione 1934-1935.
| N. |                   | Ruolo | Calciatore                    |
| -- | ----------------- | ----- | ----------------------------- |
|    | Italia (bandiera) | P     | Francesco Giuseppe Kanz       |
|    | Italia (bandiera) | P     | Alfredo Sacchi                |
|    | Italia (bandiera) | D     | Marino Artese                 |
|    | Italia (bandiera) | D     | Oreste Brondi (II)            |
|    | Italia (bandiera) | D     | Rodolfo Brondi (I) (capitano) |
|    | Italia (bandiera) | D     | Michele Virone                |
|    | Italia (bandiera) | C     | Mario Berghich                |
|    | Italia (bandiera) | C     | Pietro Bertini                |
|    | Italia (bandiera) | C     | Giuseppe Cataldo              |

| N. |                   | Ruolo | Calciatore         |
| -- | ----------------- | ----- | ------------------ |
|    | Italia (bandiera) | C     | Franco Noviello    |
|    | Italia (bandiera) | C     | Riccardo Pizzocaro |
|    | Italia (bandiera) | C     | Alessandro Rinaldi |
|    | Italia (bandiera) | A     | Nicola Brescia     |
|    | Italia (bandiera) | A     | Giordano Bruno     |
|    | Italia (bandiera) | A     | Vito Calvani       |
|    | Italia (bandiera) | A     | Felice Giaccone    |
|    | Italia (bandiera) | A     | Leopoldo Kudlizka  |
|    | Italia (bandiera) | A     | Nereo Sablich      |

## Calciomercato

### Sessione estiva
| Acquisti | Acquisti                | Acquisti         | Acquisti   |
| R.       | Nome                    | da               | Modalità   |
| -------- | ----------------------- | ---------------- | ---------- |
| P        | Francesco Giuseppe Kanz | Fiumana          | definitivo |
| D        | Marino Artese           | Pro Vasto        | definitivo |
| D        | Oreste Brondi (II)      | Alcamo           | definitivo |
| D        | Rodolfo Brondi (II)     | Torres           | definitivo |
| D        | Michele Virone          | Chieri           | definitivo |
| C        | Mario Berghich          | Fiumana          | definitivo |
| C        | Pietro Bertini          | Lucchese         | definitivo |
| C        | Giuseppe Cataldo        | Ebolitana        | definitivo |
| C        | Franco Noviello         | Vomero           | definitivo |
| C        | Riccardo Pizzocaro      | Chieri           | definitivo |
| A        | Felice Giaccone         | Juventus Trapani | definitivo |
| A        | Leopoldo Kudlizka       | Salario Roma     | definitivo |
| A        | Nereo Sablich           | Fiumana          | definitivo |

### Sessione invernale
| Acquisti | Acquisti       | Acquisti | Acquisti   |
| R.       | Nome           | da       | Modalità   |
| -------- | -------------- | -------- | ---------- |
| P        | Alfredo Sacchi | Derthona | definitivo |
| A        | Nicola Brescia | Foggia   | definitivo |

## Risultati

### Prima Divisione

#### Girone di andata
| 7 ottobre 1934 1ª giornata |  | – Riposa |  |  |

| Eboli 14 ottobre 1934 2ª giornata             | SC Lucano | 1 – 0 | Juventus Trapani |  |
| \| \| \| \| \| Calvani 15’ \| Marcatori \| \| |           |       |                  |  |
|                                               |           |       |                  |  |
| Calvani 15’                                   | Marcatori |       |                  |  |

| Siracusa 28 ottobre 1934 3ª giornata                         | Siracusa  | 1 – 1         | SC Lucano | Stadio Vittorio Emanuele III |
| \| \| \| \| \| Prandani 79’ \| Marcatori \| 15’ Pizzocaro \| |           |               |           |                              |
|                                                              |           |               |           |                              |
| Prandani 79’                                                 | Marcatori | 15’ Pizzocaro |           |                              |

| Potenza 4 novembre 1934 4ª giornata                      | SC Lucano | 1 – 1     | Nissena | Campo Sportivo del Littorio |
| \| \| \| \| \| Kudlizka 60’ \| Marcatori \| 5’ Parisi \| |           |           |         |                             |
|                                                          |           |           |         |                             |
| Kudlizka 60’                                             | Marcatori | 5’ Parisi |         |                             |

| Potenza 18 novembre 1934 5ª giornata | SC Lucano | 0 – 0 | Cosenza | Campo Sportivo del Littorio |

| Reggio Calabria 25 novembre 1934 6ª giornata           | Reggina   | 1 – 1       | SC Lucano | Stadio Michele Bianchi |
| \| \| \| \| \| Cara 64’ \| Marcatori \| 26’ Calvani \| |           |             |           |                        |
|                                                        |           |             |           |                        |
| Cara 64’                                               | Marcatori | 26’ Calvani |           |                        |

| Potenza 2 dicembre 1934 7ª giornata                  | SC Lucano | 0 – 2              | Salernitana | Campo Sportivo del Littorio |
| \| \| \| \| \| \| Marcatori \| 21’, 60’ Bergamini \| |           |                    |             |                             |
|                                                      |           |                    |             |                             |
|                                                      | Marcatori | 21’, 60’ Bergamini |             |                             |

| Napoli 16 dicembre 1934 8ª giornata                                                                                   | Bagnolese | 4 – 3                                        | SC Lucano | Campo dell'Ilva |
| \| \| \| \| \| Paone 2’ Lovera 49’ Sacchi II 69’, 71’ \| Marcatori \| 60’ (aut.) Granato 77’ Kudlizka 81’ Brondi I \| |           |                                              |           |                 |
| |           |                                              |           |                 |
| Paone 2’ Lovera 49’ Sacchi II 69’, 71’                                                                                | Marcatori | 60’ (aut.) Granato 77’ Kudlizka 81’ Brondi I |           |                 |

| Alcamo 23 dicembre 1934 9ª giornata                                 | Alcamo    | 2 – 0 | SC Lucano | Stadio Littorio |
| \| \| \| \| \| Trevisan 64’ (rig.) Sternieri 64’ \| Marcatori \| \| |           |       |           |                 |
|                                                                     |           |       |           |                 |
| Trevisan 64’ (rig.) Sternieri 64’                                   | Marcatori |       |           |                 |

| Potenza 6 gennaio 1935 10ª giornata                             | SC Lucano | 2 – 1     | Littorio Benevento | Campo Sportivo del Littorio |
| \| \| \| \| \| Sablich 2T’, 2T’[7] \| Marcatori \| 36’ Lanza \| |           |           |                    |                             |
|                                                                 |           |           |                    |                             |
| Sablich 2T’, 2T’                                                | Marcatori | 36’ Lanza |                    |                             |

| Torre Annunziata 13 gennaio 1935 11ª giornata      | Savoia    | 1 – 0 | SC Lucano | Campo Formisano |
| \| \| \| \| \| Virone 2’ (aut.) \| Marcatori \| \| |           |       |           |                 |
|                                                    |           |       |           |                 |
| Virone 2’ (aut.)                                   | Marcatori |       |           |                 |

| Potenza 20 gennaio 1935 12ª giornata                         | SC Lucano | 2 – 1     | Termini | Campo Sportivo del Littorio |
| \| \| \| \| \| Rinaldi 42’, 69’ \| Marcatori \| 73’ Lopez \| |           |           |         |                             |
|                                                              |           |           |         |                             |
| Rinaldi 42’, 69’                                             | Marcatori | 73’ Lopez |         |                             |

| Palmi 27 gennaio 1935 13ª giornata                     | Palmese   | 2 – 0 | SC Lucano | Campo Sportivo del Littorio |
| \| \| \| \| \| Corallo 2’ Orzan 87’ \| Marcatori \| \| |           |       |           |                             |
|                                                        |           |       |           |                             |
| Corallo 2’ Orzan 87’                                   | Marcatori |       |           |                             |

#### Girone di ritorno
| 24 febbraio 1935 14ª giornata |  | – Riposa |  |  |

| Trapani 3 marzo 1935 15ª giornata                                      | Juventus Trapani | 3 – 0 | SC Lucano | Campo degli Spalti |
| \| \| \| \| \| Giacomini 1T’, 2T’[8] Ruffino 2T’[8] \| Marcatori \| \| |                  |       |           |                    |
|                                                                        |                  |       |           |                    |
| Giacomini 1T’, 2T’ Ruffino 2T’                                         | Marcatori        |       |           |                    |

| Potenza 10 marzo 1935 16ª giornata | SC Lucano | – Non disputata | Siracusa | Campo Sportivo del Littorio |

| Caltanissetta 17 marzo 1935 17ª giornata                                                | Nissena   | 3 – 2             | SC Lucano | Campo Dux |
| \| \| \| \| \| Borgo 8’ Puccinelli 15’ Starace 31’ \| Marcatori \| 40’, 81’ Giaccone \| |           |                   |           |           |
|                                                                                         |           |                   |           |           |
| Borgo 8’ Puccinelli 15’ Starace 31’                                                     | Marcatori | 40’, 81’ Giaccone |           |           |

| Cosenza 31 marzo 1935 18ª giornata                                    | Cosenza   | 3 – 1        | SC Lucano | Stadio Città di Cosenza |
| \| \| \| \| \| Rossetti 43’, 44’, 50’ \| Marcatori \| 82’ Brondi I \| |           |              |           |                         |
|                                                                       |           |              |           |                         |
| Rossetti 43’, 44’, 50’                                                | Marcatori | 82’ Brondi I |           |                         |

| Potenza 7 aprile 1935 19ª giornata                                                     | SC Lucano | 3 – 1       | Reggina | Campo Sportivo del Littorio |
| \| \| \| \| \| Pizzocaro 38’ Brondi II 55’ Giaccone 80’ \| Marcatori \| 89’ Gaetano \| |           |             |         |                             |
|                                                                                        |           |             |         |                             |
| Pizzocaro 38’ Brondi II 55’ Giaccone 80’                                               | Marcatori | 89’ Gaetano |         |                             |

| Salerno 14 aprile 1935 20ª giornata                                | Salernitana | 3 – 0 | SC Lucano | Campo Littorio |
| \| \| \| \| \| Zanon 4’ Carella 53’ Finotto 80’ \| Marcatori \| \| |             |       |           |                |
|                                                                    |             |       |           |                |
| Zanon 4’ Carella 53’ Finotto 80’                                   | Marcatori   |       |           |                |

| Potenza 21 aprile 1935 21ª giornata                                           | SC Lucano | 2 – 2                      | Bagnolese | Campo Sportivo del Littorio |
| \| \| \| \| \| Brondi I 9’, 88’ \| Marcatori \| 11’ Piccolo 87’ Sacchi III \| |           |                            |           |                             |
|                                                                               |           |                            |           |                             |
| Brondi I 9’, 88’                                                              | Marcatori | 11’ Piccolo 87’ Sacchi III |           |                             |

| Potenza 28 aprile 1935 22ª giornata                                      | SC Lucano | 2 – 1       | Alcamo | Campo Sportivo del Littorio |
| \| \| \| \| \| Pizzocaro 30’ Calavani 75’ \| Marcatori \| 81’ Azzetti \| |           |             |        |                             |
|                                                                          |           |             |        |                             |
| Pizzocaro 30’ Calavani 75’                                               | Marcatori | 81’ Azzetti |        |                             |

| Benevento 5 maggio 1935 23ª giornata                                           | Littorio Benevento | 4 – 1        | SC Lucano | Campo Littorio |
| \| \| \| \| \| Lanza 11’, 56’ De Vivi 43’, 85’ \| Marcatori \| 42’ Giaccone \| |                    |              |           |                |
|                                                                                |                    |              |           |                |
| Lanza 11’, 56’ De Vivi 43’, 85’                                                | Marcatori          | 42’ Giaccone |           |                |

| Potenza 12 maggio 1935 24ª giornata                            | SC Lucano | 0 – 2                        | Savoia | Campo Sportivo del Littorio |
| \| \| \| \| \| \| Marcatori \| 75’ Ravizzoli 81’ Giraud III \| |           |                              |        |                             |
|                                                                |           |                              |        |                             |
|                                                                | Marcatori | 75’ Ravizzoli 81’ Giraud III |        |                             |

| Termini Imerese 19 maggio 1935 25ª giornata | Termini | 0 – 2 A tav. | SC Lucano | Campo Sportivo del Littorio |

| Potenza 26 maggio 1935 26ª giornata | SC Lucano | 0 – 2 A tav. | Palmese | Campo Sportivo del Littorio |

## Statistiche

### Statistiche di squadra
| Competizione    | Punti | In casa | In casa | In casa | In casa | In casa | In casa | In trasferta | In trasferta | In trasferta | In trasferta | In trasferta | In trasferta | Totale | Totale | Totale | Totale | Totale | Totale | DR  |
| Competizione    | Punti | G       | V       | N       | P       | Gf      | Gs      | G            | V            | N            | P            | Gf           | Gs           | G      | V      | N      | P      | Gf     | Gs     | DR  |
| --------------- | ----- | ------- | ------- | ------- | ------- | ------- | ------- | ------------ | ------------ | ------------ | ------------ | ------------ | ------------ | ------ | ------ | ------ | ------ | ------ | ------ | --- |
| Prima Divisione | 16    | 11      | 5       | 3       | 3       | 13      | 13      | 12           | 1            | 2            | 9            | 11           | 27           | 23     | 6      | 5      | 12     | 24     | 40     | -16 |
| Totale          | 16    | 11      | 5       | 3       | 3       | 13      | 13      | 12           | 1            | 2            | 9            | 11           | 27           | 23     | 6      | 5      | 12     | 24     | 40     | -16 |

### Statistiche dei giocatori[3]
| Giocatore      | Prima Divisione | Prima Divisione |
| Giocatore      | Presenze        | Reti            |
| -------------- | --------------- | --------------- |
| M. Artese      | 6               | 0               |
| M. Berghich    | 20              | 0               |
| P. Bertini     | 17              | 0               |
| N. Brescia     | 8               | 0               |
| O. Brondi (II) | 20              | 1               |
| R. Brondi (I)  | 20              | 4               |
| G. Bruno       | 10              | 0               |
| V. Calvani     | 20              | 3               |
| G. Cataldo     | 1               | 0               |
| F. Giaccone    | 12              | 4               |
| F.G. Kanz      | 9               | -13             |
| L. Kudlizka    | 5               | 2               |
| F. Noviello    | 4               | 0               |
| R. Pizzocaro   | 15              | 3               |
| A. Rinaldi     | 15              | 2               |
| N. Sablich     | 8               | 2               |
| A. Sacchi      | 11              | -23             |
| M. Virone      | 19              | 0               |